# Claytonia lanceolata
Espèce
Classification APG III (2009)
Claytonia lanceolata est une espèce de plantes herbacées de la famille des Portulacaceae selon la classification classique ou de la famille des Montiaceae selon la classification phylogénétique (APGIII).

## Variétés
Plusieurs variétés ont été décrites dans cette espèce :
- Claytonia lanceolata var. chrysantha
- Claytonia lanceolata var. flava
- Claytonia lanceolata var. idahoensis
- Claytonia lanceolata var. lanceolata
- Claytonia lanceolata var. multiscapa
- Claytonia lanceolata var. pacifica
- Claytonia lanceolata var. peirsonii
- Claytonia lanceolata var. sessilifolia